# George Simonds Boulger
George Simonds Boulger (* 1853; † 4. Mai 1922 in Richmond upon Thames) war ein britischer Botaniker und Autor. Sein offizielles botanisches Autorenkürzel lautet „Boulger“.

## Leben
Boulger, der Sohn eines Arztes, studierte das Epsom College und machte eine juristische Ausbildung am Middle Temple in London. 1876 wurde er Professor für Botanik am Royal Agricultural College in Cirencester, was er 30 Jahre lang blieb. Außerdem war er ab 1884 Lecturer in Botanik am City of London College und ab 1917 am Imperial Institute in London.
Boulger schrieb viele populärwissenschaftliche Bücher über Pflanzen und Geologie und war Kew Gardens Korrespondent der The Times für Botanik.
Er war Fellow der Linnean Society of London, der Royal Horticultural Society und der Geological Society of London, Mitglied der Selborne Society und des Essex Field Club.

## Schriften
- The Uses of Plants, London: Roper and Drowley 1889, Neuauflage Cambridge University Press 2014, Archive
- Familiar Trees, London: Cassel 1907, Archive
- mit James Britten: Biographical Index of British and Irish Botanists, London: West, Newman and Co. 1893, Archive
- mit Jean Allen Owen: The Country Month by Month, London: Bliss, Sands and Foster 1894, Archive
- Elementary Geology, William Collins 1896 (Neuauflage von The first book of geology von W.S.Davis)
- mit C. A. Johns: Flowers of the Field, London : Society for Promoting Christian Knowledge 1905
- Flowers of the Wood,
- Wood: A Manual of the Natural History and Industrial Applications of the Timbers of Commerce, London: Arnold 1902, 2. Auflage 1908, Archive
- mit Robert Bentley: Botany, London 1910
- Plant Geography, London: Dent 1912, Archive
- mit Ida Southwell Perrin: British Flowering Plants, London: Bernard Quaritch, 4 Bände, 1913, 1914 (Aquarelle von Perrin)